# Sabine Engleitner-Neu
Sabine Engleitner-Neu (* 22. November 1968 in Linz) ist eine österreichische Politikerin (SPÖ).

## Leben und Wirken
Sabine Engleitner-Neu wurde am 22. November 1968 als Tochter von Gerda und Wolfgang Engleitner in Linz geboren. Sie besuchte dort die Volksschule und das Bundesrealgymnasium, von 1987 bis 1990 studierte sie an der Akademie für Sozialarbeit des Landes Oberösterreich. Im Jahr 2004 absolvierte sie einen  Lehrgang Mediation und Konfliktregelung. Die Masterstudien „Soziale Verhaltenswissenschaften“ und „Soziologie“ an der Fernuniversität in Hagen schloss sie 2012 und 2013 jeweils mit dem Titel Master ab. Sie ist Mutter einer Tochter.
Seit dem Jahr 1990 arbeitet sie als Diplomsozialarbeiterin, zuerst im Magistrat Linz und später in den Justizanstalten Asten und Garsten.

## Politik
Ihre politische Tätigkeit begann sie in der Gemeinde Ternberg, wo sie von 2015 bis 2018 im Gemeindevorstand tätig war. Ab 2015 war sie auch Mitglied des Bezirksparteivorstandes, des Bezirksparteiausschusses sowie der Bezirksfrauen SPÖ Steyr und seit 2020 ist sie Bezirksfrauenvorsitzende der SPÖ Steyr und stellvertretende Landesfrauenvorsitzende der SPÖ Oberösterreich. Seit November 2022 ist sie SPÖ-Landtagsklubvorsitzende von Oberösterreich.
Sabine Engleitner-Neu ist seit 23. Oktober 2021 Landtagsabgeordnete der SPÖ im Oberösterreichischen Landtag. Sie arbeitet dort im Ausschuss für besondere Verwaltungsangelegenheiten und im Ausschuss für Gesellschaft mit.